# La Frau (l'Estany)

La Frau, respecte del terme de l'Estany

La Frau és un paratge de bosc i coster de muntanya del terme municipal de l'Estany, a la comarca del Moianès.
Està situat a la part occidental del terme municipal, en el vessant sud-oest del Serrat de Puigmartre. És a ponent del Serrat dels Rocs, a l'esquerra del torrent del Gomis. Queda a prop i al nord-est de l'aiguabarreig del torrent del Gomis en el Riu Sec, és a dir, a l'angle sud-oest del terme de l'Estany.